# Cristian Grabinski
Cristian Emilio Grabinski (ur. 6 lipca 1980 w Buenos Aires) – argentyński piłkarz polskiego pochodzenia. Od sezonu 2010/2011 jest zawodnikiem Club Atlético San Martín.

## Kariera
Grabinski rozpoczął karierę w Newell’s Old Boys, a zadebiutował w lidze 21 czerwca 1999 roku z Talleres de Córdoba w zremisowanym meczu (1:1). W Newell’s Old Boys rozegrał 83 mecze. W 2003 roku Grabinski przeszedł do Racing Club, w którym rozegrał ponad 50 spotkań, a w połowie 2006 r. dołączył do Colón de Santa Fe, w której trenerem był Julio César Toresani, następnie wyjechał do cypryjskiego AEK Larnaka.
Pod koniec grudnia 2007 Club Sport Emelec z Ekwadoru potwierdził podpisanie kontraktu z Grabinskim.
W 2008 roku Grabinski podpisał kontrakt z wówczas grającym w Primera B Nacional Chacarita Juniors, gdzie znacznie się przyczynił do awansu do Primera División A.
Od sezonu 2010/2011 jest zawodnikiem Club Atletico San Martin.

## Międzynarodowe
Grabinski zagrał w 19 meczach w młodzieżowych kadrach reprezentacji Argentyny (Sub-17, Sub-20 i Sub-21). Brał udział w Mistrzostwach Świata U-17 w Egipcie, gdzie wystąpił w czterech meczach. W 1999 roku Grabinski występował w reprezentacji Argentyny U-20 i był jej członkiem na Mistrzostwach Świata w 1999. Był mistrzem Ameryki Południowej w 1999 roku.